# House of Boys
House of Boys je německo-lucemburský hraný film z roku 2009, který režíroval Jean-Claude Schlim podle vlastního scénáře. Film popisuje osudy mladých lidí v Amsterdamu v době počínající epidemie AIDS.

## Děj
Příběh začíná v roce 1984, kdy osmnáctiletý Frank odjíždí od rodičů v Lucembursku s kamarádkou Ritou do Amsterdamu, aby zde začal nový život. Frank si zde užívá života, když ale Rita odjede se svým přítelem, nemá náhle kde spát. Protože rád tancuje, získá práci jako tanečník i ubytování v gay klubu House of Boys, který vede drag queen Madame. Zde se seznamuje s dalšími obyvateli. S Hermanem, Emmou, Deanem a především s Angelem, který si spoří peníze na operaci změny pohlaví, a s Jakem, se kterým bydlí na pokoji. Jake je oblíbený tanečník u zákazníků baru a má přítelkyni, ačkoli vybraným zákazníkům poskytuje i sexuální služby. Když Jakovi jeho přítelkyně ukradne všechny naspořené penízem, aby měla na potrat, rozejde se s ní. Postupně se Jake a Frank sbližují a zamilují se do sebe. Zanedlouho však Jake onemocní, má časté mdloby a objevují se u něj skvrny na kůži. Je mu diagnostikována neznámá nemoc AIDS. Jake posléze umírá, stejně jako mnoho dalších osob ve Frankově okolí, House of Boys je uzavřen. Frank se vypraví do Maroka, aby zde do moře rozptýlil Jakeův popel.

## Obsazení
| Layke Anderson       | Frank          |
| Benn Northover       | Jake           |
| Harry Ferrier        | Karl           |
| Michael N. Kuehl     | Christopher    |
| Gintare Parulyte     | Rita           |
| Sascha Ley           | Frankova matka |
| Chris McHallem       | Frankův otec   |
| Natalie Slevin       | Amanda         |
| Kelly Jake           | Boyd           |
| Emma Griffiths Malin | Carol          |

## Hudba
Film doprovází hudba mnoha známých umělců 80. let jako Steve Harley & Cockney Rebel, Jimmy Sommerville, Roy Orbison, Spandau Ballet nebo Soft Cell. V podání Nyco Lilliu ve filmu zazní i píseň „Là-bas“, kterou složil Cyril Collard, jež sám zemřel na AIDS.

## Ocenění
- Lëtzebuerger Filmpräis: cena pro nejlepší film“House of Boys” wins best film at Lëtzebuerger Filmpräis Archivováno 2. 8. 2018 na Wayback Machine.
- Inside Out LGBT Film and Video Festival: cena kritiky pro nejlepší film a cena publika pro nejlepší film